# HMS Amazon (D39)
La HMS Amazon fu un prototipo di cacciatorpediniere ordinato dalla Royal Navy in 1924. Fu progettata e costruita da Thornycroft in risposta alla richiesta dell'Ammiragliato per un nuovo progetto di cacciatorpediniere che incorporasse tutte le lezioni imparate dalla prima guerra mondiale. I rivali della Yarrow produssero un progetto simile e competitivo, quello della Ambuscade.

## Progetto e costruzione
La Thornycroft sviluppò almeno quattro progetti separati per questa nave, due da 94,5 m di lunghezza tra le perpendicolari e due da 93 m, con una potenza all'asse tra i 21 000 e i 25 000 kW. Due progetti finali furono offerti all'Ammiragliato, che richiese i prototipi prima della costruzione. Il progetto A di Thornycroft utilizzava la lunghezza massima (310 piedi (94,5 m) tra le perpendicolari). Invece, il progetto B, che fu quello poi adottato, aveva una lunghezza ridotta di 1,5 m, avendo una sola sala caldaie a prua.
Furono preparati due differenti progetti propulsivi, più un terzo progetto di massima. Il progetto B fu modificato nel novembre 1924, dopo l'inizio della costruzione, per poter accogliere un apparato propulsivo che permettesse di fare due nodi in più; questo richiese una lunghezza maggiore. Dopo le prime prove in mare nel 1926 le turbine furono modificate per raggiungere la velocità richiesta.
L'Amazon era facilmente riconoscibile per i fumaioli dai fianchi piatti, caratteristici delle navi costruite dalla Thornycroft. La maggior parte delle differenze con il progetto rivale erano interne. A differenza di progetti precedenti, che erano stati creati per il servizio nella Home Fleet, il nuovo progetto fu pensato per l'uso coloniale, con un bordo libero maggiore, turbine di crociera e una ventilazione migliore.
L'armamento era identico ai cacciatorpediniere classe V e W costruiti sul finire della prima guerra mondiale e comprendeva quattro cannoni da 120 mm Mark I su affusti Mk.VI** . Queste armi erano basate su un pezzo d'artiglieria da campagna e aveva cariche separate e nessun meccanismo per il fuoco rapido. Gli affusti avevano un mezzo scudo e un'elevazione massima di 30°.
Il controllo del tiro era effettuato con un telemetro da 2,7 m e la nuova "Destroyer Director Control Tower", torre per il controllo del tiro per cacciatorpediniere. Questa fu montata su ogni nuovo cacciatorpediniere della Royal Navy dalla classe C fino alla classe U del 1942. L'Amazon raggiunse solo i 34,5 nodi durante le prove in mare iniziali e per questo fu modificata. Durante le prove in mare per la consegna, svoltesi il 3 gennaio 1927, la velocità massima fu di 37,5 nodi. In una prova ulteriore svoltasi sulla base lunga un miglio di Skelmorlie, nel marzo 1927, arrivò a 38,71 nodi nella prova più veloce e a 37,34 nodi nella più lenta, con una potenza media generata di 30 991 kW. Comunque, questa prova fu effettuata con 300 t in meno rispetto al pieno carico. Infatti, la velocità di servizio a pieno carico era di 31 kn. Fu completata il 5 maggio 1927.
La Royal Navy fu così soddisfatta del progetto che questo fu la base dei successivi 77 cacciatorpediniere, solitamente noto come "standard interguerre", fino alla classe Tribal del 1936.
L'Amazon fu rimodernata per servire come scorta per i convogli durante la seconda guerra mondiale. I suoi cannoni da 120 mm in posizione "A" e "Y" e i tubi lanciasiluri di poppa furono rimossi. Fu aggiunto un cannone contraereo da 76 mm Mk.V al posto del lanciasiluri (per rimediare alla mancanza di armi antiaeree pesanti), e un lanciatore di granate anti-sommergibile Porcospino fu aggiunto sul castello di prua. Il radar Type 286P fu aggiunto sull'albero e il telemetro e l'apparechio di punteria sulla plancia furono sostituiti dal radar centimetrico Type 271 per localizzare i sommergibili emersi. I cannoni da 2 libbre furono rimpiazzati con cannoni antiaerei Oerlikon da 20 mm, con una coppia addizionale aggiunta sulle alette di plancia. Nel 1943 il cannone da 76 mm e i tubi lanciasiluro rimasti furono rimossi per poter trasportare uno schema di 10 bombe di profondità. Inoltre, il radar Type 291 rimpiazzò il Type 286P presente sulla nave.

## Servizio
Passò la maggior parte della guerra, fino al 1942, a scortare i convogli del Nord Atlantico e per la Russia, spostandosi nel Mediterraneo e prendendo parte all'Operazione Pedestal, per poi ritornare in acque britanniche dal 1943 alla fine della guerra. Dal 1944 fu ridotta a nave bersaglio e fu demolita nel 1949 dalla West of Scotland Shipbreaking di Troon.
La nave fu rappresentata su un francobollo maltese emesso il 10 agosto 2012 per commemorare il 70º anniversario dell'Operazione Pedestal.